# 胡晓平
胡晓平（1950年—），女，原籍浙江镇海，生于上海，中国女高音歌唱家，曾任中国音乐家协会常务理事。